# Comuna de Świętajno
Świętajno (polaco: Gmina Świętajno) é uma gminy (comuna) na Polónia, na voivodia de Vármia-Masúria e no condado de Szczycieński. A sede do condado é a cidade de Świętajno.
De acordo com os censos de 2004, a comuna tem 5903 habitantes, com uma densidade 21,1 hab/km².

## Área
Estende-se por uma área de 279,78 km², incluindo:
- área agrícola: 27%
- área florestal: 63%

## Demografia
Dados de 30 de Junho de 2004:
|                      | Total   | Total | Mulheres | Mulheres | Homens  | Homens |
| -------------------- | ------- | ----- | -------- | -------- | ------- | ------ |
|                      | pessoas | %     | pessoas  | %        | pessoas | %      |
| População            | 5903    | 100   | 2923     | 49,5     | 2980    | 50,5   |
| Densidade (pop./km²) | 21,1    | 100   | 10,4     | 10,4     | 10,7    | 10,7   |

De acordo com dados de 2002, o rendimento médio per capita ascendia a 1323,52 zł.

## Subdivisões
- Biały Grunt, Chochół, Długi Borek, Jerominy, Jerutki, Jeruty, Koczek, Kolonia, Konrady, Nowe Czajki-Cis, Piasutno, Spychowo, Stare Czajki, Świętajno, Zielone.

## Comunas vizinhas
- Dźwierzuty, Piecki, Rozogi, Ruciane-Nida, Szczytno